# Площадь Мира (музейный центр)
Музейный центр «Площадь Мира»  (разговорные наименования — «музей на Стрелке», «КИЦ» («Культурно-исторический центр») — организация в Красноярске, крупнейшая в Сибири выставочная площадка современного искусства (выставочная площадь — 2 500 квадратных метров, площадь временных выставок — 1 037 квадратных метров, единиц хранения — 15 725, из них 14 226 предметов основного фонда, среднее количество посетителей в год — четыреста тысяч).

## История
Музейный центр был создан 17 апреля 1987 года как Красноярский филиал Центрального музея В. И. Ленина. Он оказался тринадцатым по счёту, единственным на всю Сибирь и Дальний Восток, и последним из созданных в СССР.

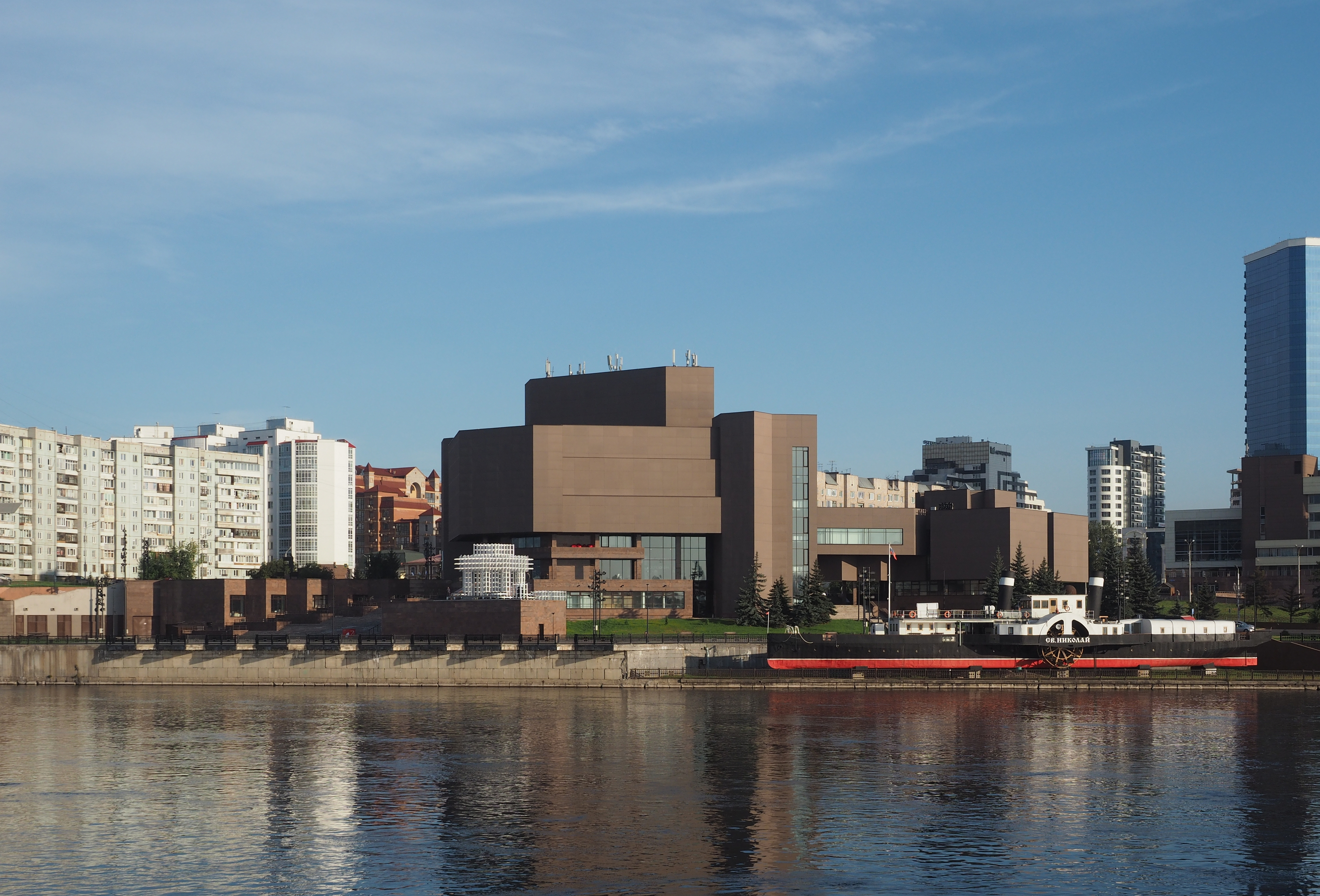
Вид на здание с Енисея

Здание музея спроектировано под руководством заслуженного архитектора России, член-корреспондента Российской академии художеств и Российской академии архитектуры и строительных наук Арэга Саркисовича Демирханова и построено в стиле советского модернизма.
В 1991 году название музея сменилось на Красноярский культурно-исторический музейный центр. А по профилю, в отличие от обычных музеев, он обратился не к прошлому, а к будущему культуры и к видению настоящего. Новая концепция музейного центра была разработана Российским институтом культурологии, Министерством культуры РФ и Российской академией наук совместно с коллективом Красноярского культурно-исторического центра в 1993 году и предполагала создание на основе филиала музея В. И. Ленина г. Красноярска многофункционального культурно–исторического музейного комплекса, как «инновационного проекта, рассчитанного на эксперимент и поиск, на разработку принципиально новых форм деятельности, а не на воспроизведение какого–либо из существующих типов учреждений культуры». Главным ядром концепции стало развитие музея через проекты. Новая концепция позволила не закрывать музей ни на один день. Музейный центр оставался по-прежнему хранителем культурных ценностей и в то же время старался представить новые пространства и смыслы. С этого времени музей стремится создавать новые проекты, многие из которых оказались осуществлёнными впервые в музейной жизни России. Впоследствии музей был переименован в Красноярский музейный центр.
В 2017 году музей был переименован в «Музейный центр  “Площадь Мира”». Это привязка как к географическому расположению и адресу — площадь Мира, 1, так и к философии и миссии музея — открывать современное искусство со всего мира в центре Сибири, стать пространством для изучения и представления актуальных произведений, отправной точкой для будущих авторов.

## Директора́
- 1991 — 2016 — Михаил Шубский[7]
- с 20 января 2016 — Мария Букова (Ильбейкина)[8]

## Структура
Современная структура музея включает: 
- Библиотеку
- Межнациональный культурный центр
- Образовательный центр
- Выставочный центр
- Фотогалерею
- Отдел актуальных художественных практик
- Научно-исследовательский отдел
- Отдел фондов
- Центр сетевых программ
- Центр культурных программ
- Ресурсный центр
- Информационный центр
- Проектно-инновационный центр

В Музейном центре действует конференц-зал на 250 мест с современным оборудованием. Здесь в течение года проводятся различные конференции, встречи, презентации, лекции и концерты. 
Кроме того в музее имеется сувенирный магазин и кафе.

## Бюджет
Общий бюджет центра формируется в основном из государственных средств, представляющих собой целевую субсидию в размере 40-50 млн руб. в год (по состоянию на 2019 год) на поддержание жизнедеятельности музея. На долю государственных денег приходится порядка 70-80 % всего бюджета, остальные средства — заработок самого музея, гранты, помощь местных предпринимателей.

## Наиболее значимые и популярные проекты Музея
С 1991 года Красноярский музейный центр организовал более 200 выставок, которые можно разделить на несколько крупных направлений.

### ВОВ и иные военные столкновения
Более пятнадцати лет Красноярский музейный центр ведёт исследовательскую работу по теме военных столкновений.
Среди них:
- «Наша Победа» (создан в 1995 г., продолжен в 2000, 2005, 2010 гг.)
- «Восток МАГНУМА на Четвёртой высоте» (2000)
- «Война и мир» (2003)
- «Уууууууууууууууура!!!» (2005)
- «Боль моя ─ Афганистан», расширившуюся и переросшую в 1995 году в постоянно–действующую выставку «Затяжной прыжок». После 2002 года она больше известна посетителям под названием «'Дневники войны». Целью проекта является раскрытие социально–психологической реальности войны. Творческий коллектив музейного комплекса выделяет несколько тематических направлений в работе над экспозицией:
  - «Свой-Чужой» – проблематика религиозной войны и внутренней правоты воюющих сторон;
  - «Приметы смерти» – коллекция военных амулетов и суеверий;
  - «Язык войны» – словарь новообразований русского языка;
  - «Дембельский альбом» – военная субкультура, фольклор;
  - «Психоделия войны» – психические синдромы и аффекты;
  - «Запах пороха» – телесная действительность события боя;
  - «Трофеи» – этика войны;
  - «Гражданка» – представления военных о мирной жизни;
  - «Виртуальность и действительность войны» – феномен войны в общественном сознании.

### Лениниана
В музее продолжают хранить и выставлять наиболее ценные в историческом и художественном отношении образцы, имеющие отношение к ленинской теме:
В соответствующий Фонд живописи входят работы художников Вениамина Сибирского, Валентины Лавровой-Солдатовой, Валентина Махитарянца. В Фонд графики — современные авторские работы М.Родина, Андрея Харшака, Владимира Мешкова, Владимира Переятенца, Г. Малахова, И. Карнаухова. В Фонде скульптур представлены работы Владимира Горевого, Леонида Михайлёнка и др. В собрании оружия представлено как огнестрельное оружие, так и муляжи вооружения времён Великой Отечественной войны. Также имеется Коллекция тканей, Фонд нумизматики, Фонд фотографий ленинских мест в крае и современных промышленных предприятий, а также Фонд редкой книги.
Среди наиболее посещаемых выставок по этому направлению — выставка «Подарки музею Ленина»: гобелены с изображением Маркса и Ленина, хрустальные вазы, книги, чайные сервизы, барельефы, бюсты, шкатулки, рушники и т.п.

### Современное искусство
Одним из главных направлений своей деятельности Красноярский музейный центр выбрал продвижение современного искусства в городе и крае, в первую очередь, с помощью различных образовательных и коммуникационных программ.
Среди них:
- Красноярская музейная биеннале (1995, 1997, 1999, 2001, 2003, 2005, 2007, 2009, 2011, 2013, 2015, 2017, 2019). Направлена на поддержку и продвижение современного искусства.
- Музейная ночь (04.2002, 11.2002, 03.2003, 09.2003, 05.2004, 04.2005, 11.2005 и далее два раза в год весной и осенью). Данное мероприятие, как и ряд других начинаний КМЦ, было проведено им впервые в России[9], завоевало поддержку посетителей (так, на первую музейную ночь «Там, где сбываются сны», приуроченную к пятнадцатилетию музея, пришло более 5 тысяч человек.[10], вскоре стало новым культурным обычаем города Красноярска, а позже получило распространение и в музеях целого ряда других городов страны (включая столицу). Музейные ночи проводятся два раза в год — весной и осенью.
- «Народ художников» (2004)
- «Полёты к середине» (2004)
- «Городские истории» (2003)
- «Золотые сны» (2002)
- «БЛЕЦК. Объекты блестящего будущего» (2002)
- «Сомнения коллекционера» (2001)

С 2009 по 2016 год в Музейном центре работала галерея современного искусства «Секач». Её основная задача – открывать новые имена и поддерживать уже состоявшихся художников. Здесь было можно посмотреть новые веяния искусства в компании вкусного кофе .
Библиотека (изначально - общедоступная медиатека «Арт Инфо Лаунж») в пространстве музея создана совместно с Фондом Михаила Прохорова. Книги, журналы, уникальные энциклопедические справочники, альбомы, каталоги, аудио и видео материалы по современному искусству – всё это в свободном и открытом доступе для любого посетителя.
В 2008 году запущен проект «Арт-сессия», по поддержке проявления в художественной среде наиболее перспективных молодых художников, помощь им с профессиональным самоопределением. В 2012 году по примеру красноярцев провели первую «Арт-сессию» международного молодого искусства в Калининграде.
На Музейной ночи в ноябре 2011 года состоялся дебют выставки «Без цензуры», оказавшейся самой рейтинговая выставкой молодого искусства по версии Яндекса. В данной выставке, включающей фото, живопись, видео, графику и инсталляции, мог принять участие любой творческий человек вне зависимости от того, были ли у него до этого выставки или нет. В выставке участвуют преимущественно студенты, кто–то анонимно, а кто–то открыто. Выставка оформляется в стиле социальных сетей – Вконтакте, Facebook, а её гости являются судьями и могут оставить свои отклики (в т.ч. свой «Like») на авторской стене для художника. : «Без цензуры» — без границ .
28 сентября 2015 года художник Василий Слонов подарил Красноярску ватную скульптуру под названием «Сердце родины», которую установили на площади перед Красноярским музейным центром. Сам Слонов сказал, что назвал своё творение так, потому что оно такое большое и тёплое и «предсказуемо почерневшее от пота и крови уже ушедших поколений».
В 2017 году в музее появились новые пространства — Галерея «ЗУМ-РУМ», где проводятся мероприятия  выставки для детей, а также Открытое пространство «ОКНА» - современное неформальное пространство с библиотекой и образовательными событиями.

### Образовательный центр
Образовательный центр был создан в КМЦ в 1999 году. 
Основные направления деятельности включают создание различных образовательных музейных проектов и мероприятий для детей; разработку специальных образовательных программ для различных категорий посетителей (от воспитанников детских садов до студентов); проведение конференций, семинаров, конкурсов, фестивалей, тематических музейных занятий на выставках музейного центра; создание и ведение базы данных российских и международных проектов и партнёров в области музейной педагогики.
Главной работой в отделе считают осуществление на основе Музейного центра долгосрочного проекта «Детская площадка», целью которого является исследование и использование новых возможностей для создания интерактивных детских выставок, проведения образовательных программ и детского досуга в музее.
Основные проекты Образовательного центра: 
- «Такие разные куклы» (2001)
- «Всё о мире кино и фотографии» (2002)
- «Новый год - круглый год» (2002)
- «Покорители огня» (2003)
- «Пасхальный звон колоколов» (2004)
- «Академия Экстренного Реагирования» (2005)

## Состав фондов современного искусства
После 1991 года КМЦ получил возможность пополнять фонды по принципу «свободного коллекционирования».
В настоящее время основное внимание уделяется пополнению собраний живописи и графики, в которые к 2009 году вошли графические и живописные произведения красноярских художников: Тойво Ряннеля, Юрия Деева, Михаила Бирюкова, Сергея Бастина, Алексея Климанова, Николая Рыбакова и др. — 112 работ; из работ современных художников — картины Валерия Кошлякова, Алексея Шульгина, Сергея Волкова, Ильи Пиганова, Александра Бродского, Юрия Аввакумова, Александра Мареева, Леонида Тишкова, Вадима Фишкина (всего более 50 произведений). С 1997 года пополнение фондов идёт за счёт авторских работ переданных в дар музею художниками (Михаил Бирюков, Леонид Щемель, Евгений Толмашов, Георгий Кузаков, Владимир Никитин, Александр Решетников, Елена Чеботарёва, Василий Слонов, Язеп Мажулис, Василий Бусыгин, Александр Серов, Илья Фирер, Олег Фирер). 
Пополняется и собрания изделий декоративно-прикладного искусства (более 300 наименований) и керамики — более 40 предметов (авторы: супруги Хахонины, О.О. Трухин, Д.П. Чебодаев, Сергей Ануфриев).
В составе фондов КМЦ также нумизматика, этнография, документы, редкие книги, негативы, фотографии, слайды, предметы истории техники.

## Уникальное музейное оборудование
В музее действует единственное в музеях России сооружение — видеополиэкран: на огромный экран (5*5*15 м.) передают изображение одновременно 60 проекторов фирмы KODAK, которыми управляет компьютерная программа. Сначала на видеополиэкране показывался единственный шестиминутный слайд-фильм «На перекате». Сейчас уже готовы для показа 16 музейных слайд-фильмов, объединённых в пять тематических слайд-программ. Продолжается создание и новых слайд-фильмов. Просмотр ярких содержательных слайдов, сопровождаемых интересным дикторским текстом, доставляет море новых ощущений и дарит большое удовольствие как взрослым посетителям музея, так и детям.

## Сотрудничество с другими музеями
В Музейном центре охотно принимают и гостевые выставки. В нём прошли интересные выставки из Москвы, Санкт-Петербурга, Иркутска и других городов России, а также Японии, Польши и Германии, познакомившие красноярцев с произведениями искусства и фотодокументами, с композициями из цветов и японской куклой, с сибирской стариной и русским головным убором.

## Признание и награды
- В 1997 году КМЦ признан лучшим музеем 1997 года в Европе[3][17].
- В 1998 году Комитет по культуре и образованию Парламентской ассамблеи Совета Европы по рекомендации жюри Европейского музейного форума принял решение наградить Красноярский музейный центр специальным ежегодным призом Совета Европы «За вклад в развитие европейской идеи»[3].
- В 2007 году была номинирована на «Инновацию» как лучший региональный проект VII Красноярская биеннале «Чертёж Сибири», а её куратор Сергей Ковалевский получил тогда специальный приз за социальное измерение современного искусства[3].
- В 2010 году проект Красноярского музейного центра VIII Красноярская музейная биеннале «Даль» (куратор – Сергей Ковалевский) получил государственную премию в области современного визуального искусства «Инновация» в номинации «Лучший региональный проект»[3].
- Сайт Красноярского музейного центра (https://web.archive.org/web/20131019181526/http://newmira1.ru/) занял в 2010 году второе почётное место в конкурсе «Золотой сайт – Сибирь» в номинациях «Самостоятельный Интернет–проект» и «Дизайн»[3].
- В 2019 году музей стал одним из четырёх финалистов Премии Европейской музейной академии (ЕМА) и получил особую отметку номинации Luigi Micheletti Award, которая вручается инновационным музеям в сфере современной истории, промышленности и науки[18].